# Лузенти, Герхард
Герхард Лузенти (нем. Gerhard Lusenti; 24 апреля 1921, Цюрих — июнь 1996) — швейцарский футболист, игравший на позициях полузащитника и нападающего, выступал за команды «Янг Феллоуз Цюрих» и «Беллинцона». В составе сборной Швейцарии сыграл 15 матчей, забил два гола. Участник чемпионата мира 1950 года.

## Карьера
Лузенти начинал футбольную карьеру в клубе «Янг Феллоуз Цюрих». С 1948 по 1951 год был играющим тренером в команде «Беллинцона». В сборной Швейцарии дебютировал 2 ноября 1947 года в товарищеском матче против Бельгии, открыв счёт на 5-й минуте встречи. Игра завершилась со счётом 4:0 в пользу швейцарцев.
В июне 1950 года Лузенти отправился со сборной на чемпионат мира в Бразилию. На турнире он сыграл во всех трёх матчах группы — против Югославии, Бразилии и Мексики, но его команда заняла только третье место и не смогла выйти в финальную часть чемпионата. За четыре года в сборной Герхард сыграл 15 матчей и забил 2 гола.